# Loopre (Pajusi)
Loopre – wieś w Estonii, w prowincji Jõgeva, w gminie Pajusi.